# Евангелия Гаримы

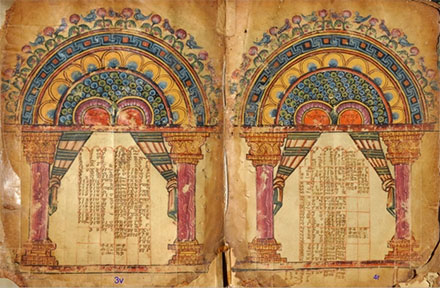
Каноны Евсевия

Два Евангелия Гаримы (кодекса Гаримы) — древнейший из сохранившихся эфиопских манускриптов, по некоторым данным — самая ранняя сохранившаяся в мире иллюминированная христианская (новозаветная) рукопись. Хранятся в монастыре святого Гаримы близ эфиопского города Адуа. На основе радиоуглеродного анализа рукописи датированы периодом между 330 и 650 годами; исследование проведено в Оксфордском университете под эгидой благотворительного Фонда сохранения эфиопского культурного наследия (Ethiopian Heritage Fund).

## История
Аксумское царство было одним из первых в мире государств, официально принявших христианство в IV веке. Первым христианским проповедником и первым епископом в Эфиопии был Фрументий (умер около 383 года), выходец из сирийского Тира, грек по происхождению и римский гражданин. По преданию один из девяти святых эфиопской православной церкви, Исаак Гарима, прибыл в Эфиопию в 494 году. Он играл большую роль во второй волне христианизации Эфиопии (вторая половина V — начало VI веков). Согласно житию святого Гаримы, он происходил из византийской императорской семьи и прибыл в Аксум из Константинополя в 494 году по зову преподобного Пантелеймона. Гарима путешествовал по Эфиопии на огненной колеснице, а когда местные жители отказывались принимать христианство, молитвой низводил на них молнию. Там, где Гарима плевал, из земли начинал бить родник. В конце жизни святой основал монастырь, где по обету переписал Евангелие за один день. Легенда гласит: когда абба увидел, что не успевает завершить работу, то Бог по его молитве на время остановил Солнце.

## Рукописи
Кодексы Гаримы состоят из двух книг: «Гарима I» и «Гарима II». Манускрипты переписаны двумя разными почерками, но украшены в единой манере. Первая книга содержит 348 страниц, первые 11 из которых богато иллюстрированы. Вторая, «Гарима II», содержит 322 страницы, и первые 17 украшены миниатюрами, среди которых портреты четырёх евангелистов (Матфея, Марка, Луки и Иоанна), необычное изображение Иерусалимского храма, а также цветы, арки и колонны. Но удивительнее всего, что на миниатюрах фигурируют 20 видов птиц, в основном таких, какие в Эфиопии не водятся.
В стилистике рисунков одни ученые усматривали сирийское, другие — иранское влияние. Далее идет новозаветный текст на геэз, священном письменном языке древней Абиссинии. Отдельное чудо представляет собой переплет, сохранившийся в изначальном виде. Переплет книги «Гарима I» состоит из окованных золоченой медью деревянных досок. В центре расположен большой крест с отверстиями, в которых, возможно, находились драгоценные камни. Переплёт книги «Гарима II» выполнен из серебра и датируется X — XII веками.

## Исследования и экспертизы
Рукопись известна исследователям с 1950 года, когда историк искусства из Великобритании Беатрис Плэйн (Beatrice Playne), путешествуя по Эфиопии, добралась до монастыря святого Гаримы. Женщинам вход туда запрещен, но монахи с почтением отнеслись к гостье и вынесли некоторые сокровища, чтобы показать ей. Среди прочего, она увидела большую книгу с тремя с лишним сотнями пергаменных страниц, исписанных текстами четырёх канонических евангелий на геэзе и обильно украшенных прекрасными яркими рисунками и орнаментами. Плэйн не успела ничего толком понять про книгу, она лишь показалась ей «сирийской по стилю».
В 1960-е годы исследованиями кодексов Гаримы занялся француз Жюль Леруа (Jules Leroy). Ему удалось пробраться в библиотеку монастыря и выяснить, что книг на самом деле две. Леруа, вопреки легендам о том, что кодексы созданы отцом Гаримой в конце V — начале VI века, датировал книги рубежом X — XI веков. Эта версия основывалась главным образом на анализе стиля иллюстраций, а также переплёта, совершенно не характерного для того времени, когда жил отец Гарима.
В 1963 году уникальные книги попали в руки эфиопского горе-реставратора. Он заново переплёл их, причем сделал это настолько плохо, что перепутал страницы, и вшил в один из томов евангелие XIV века. Всякий раз, когда книги открывали, от страниц буквально отваливались куски. В таком плачевном состоянии они провели больше сорока лет.
В 2006 году из Лондона в монастырь святого Гаримы отправились три специалиста: француз Жак Мерсье (Jacques Mercier), исследователь эфиопского церковного искусства и автор нескольких книг о нём; и англичане Лестер Кэпон (Lester Capon), реставратор рукописей, и Марк Уинстэнли (Mark Winstanley), переплётчик. Эта группа реставраторов по благословению патриарха Эфиопской православной церкви Павла допущена в монастырь святого Гаримы, чтобы провести самые неотложные мероприятия по спасению иллюстраций от осыпания красочного слоя. Специалистам пришлось работать с рукописью под открытым небом, положив её на гробовые козлы, постоянно передвигаясь по монастырскому двору вслед за тенью и отбиваясь от макак и птиц. Они успели лишь более или менее привести в порядок переплёт. Лестер Кэпон не стал очищать его от пыли, листьев и мёртвых насекомых: во-первых, они могут представлять интерес для исследователей, когда у них наконец появится возможность всерьез заняться кодексами Гаримы; а во-вторых, их удаление могло бы ослабить переплёт.
Перед тем, как покинуть монастырь, Жак Мерсье прихватил с собой два кусочка пергамента, отвалившихся от книг. Оба небольших кусочка были отправлены в Оксфордскую лабораторию радиоуглеродного анализа, в июне 2010 года та обнародовала результаты исследования: один клочок датируется временем между 330 и 540 годами, другой — между 430 и 650 годами. До сих пор древнейшей иллюстрированной рукописью Нового Завета считалось Евангелие Рабулы, переписанное по-сирийски в 586 году (ныне хранящееся в Лауренциане во Флоренции).
Мерсье также обнаружил, что не только текст евангелий написан по 28 разлинованным строкам, но и содержащиеся в книге миниатюры выровнены по этим линиям.
Их следы можно увидеть под слоем краски, и рамки, окружающие миниатюры, также выписаны по некоторым из них, то есть писец и художник работали синхронно. Это, по мнению французского специалиста, говорит о том, что изображения были сделаны там же, где и написан текст — в Аксумском царстве.
Ранее исследователи полагали, что изображения были сделаны сирийскими мастерами, и только текст был нанесён их эфиопскими собратьями. По мнению Мерсье, иллюстрации были созданы местной африканской школой художников, о существовании которой ранее не было известно.